# SUPERAntiSpyware
SUPERAntiSpyware es un software para Microsoft Windows que detecta y elimina spyware, adware, troyanos, rogue software, gusanos y rootkits. A pesar de su capacidad para detectar malware, el programa no está diseñado para reemplazar el antivirus.

## Detalles
Las definiciones de virus del programa se actualizan cada semana y generalmente, recibe una actualización de software al mes. La compañía reclama que el programa está diseñado para ser compatible con otras aplicaciones de seguridad y , por lo tanto, puede ser utilizado incluso cuándo aquellas aplicaciones son incompatibles con otros productos antispyware.
El producto se encuentra disponible como freeware para uso personal y una versión profesional, la cual requiere de una suscripción anual.

## Adquisición
El 16 de julio de 2011, SUPERAntiSpyware fue adquirido por Support.com. La transacción estuvo estructurada como una adquisición de ventajas con un precio de compra al contado de 8.5 millones de dólares. Todos los empleados, incluyendo el fundador y dirigente de industria Nick Skrepetos, se unieron al adquirente.